# Премия «Грэмми» за лучшее музыкальное видео
Премия «Грэмми» за лучшее музыкальное видео ежегодно присуждается исполнителям, режиссёрам и продюсерам коротких музыкальных видео Национальной академией искусства и науки звукозаписи за «художественные достижения, техническое мастерство и значительный вклад в развитие звукозаписи без учёта продаж альбома и его позиции в чартах».
Изначально названная премией «Грэмми» за лучшее короткое музыкальное видео (англ. Grammy Award for Best Short Form Music Video), награда была введена в 1984 году наряду с премией за лучшее длинное музыкальное видео. В 1988 и 1989 годах критерии проведения «Грэмми» изменились и награды категории «Музыкальное видео» были представлены номинациями «Лучшее концептуальное видео» и «Лучшее исполняемое видео». В 1990 году академия вернулась к прежнему формату номинаций в видео-категории. В 2014 году NARAS сократила название премии, а похожая номинация была переименована в премию «Грэмми» за лучший музыкальный фильм.
Джонни Кэшу, Питеру Гэбриэлу, Джанет Джексон и Майклу Джексону принадлежит рекорд по числу побед в этой номинации: каждый из них выигрывал по два раза (Майкл Джексон также входил в состав супергруппы USA for Africa и принял непосредственное участие в создании песни «We Are the World» и видеоклипа к ней). Видео, снятые Марком Романеком, одерживали победу три раза, что делает его рекордсменом среди режиссёров. Лидером по числу номинаций без побед является Бьорк: исландская певица была номинирована четыре раза.

## Победители и номинанты

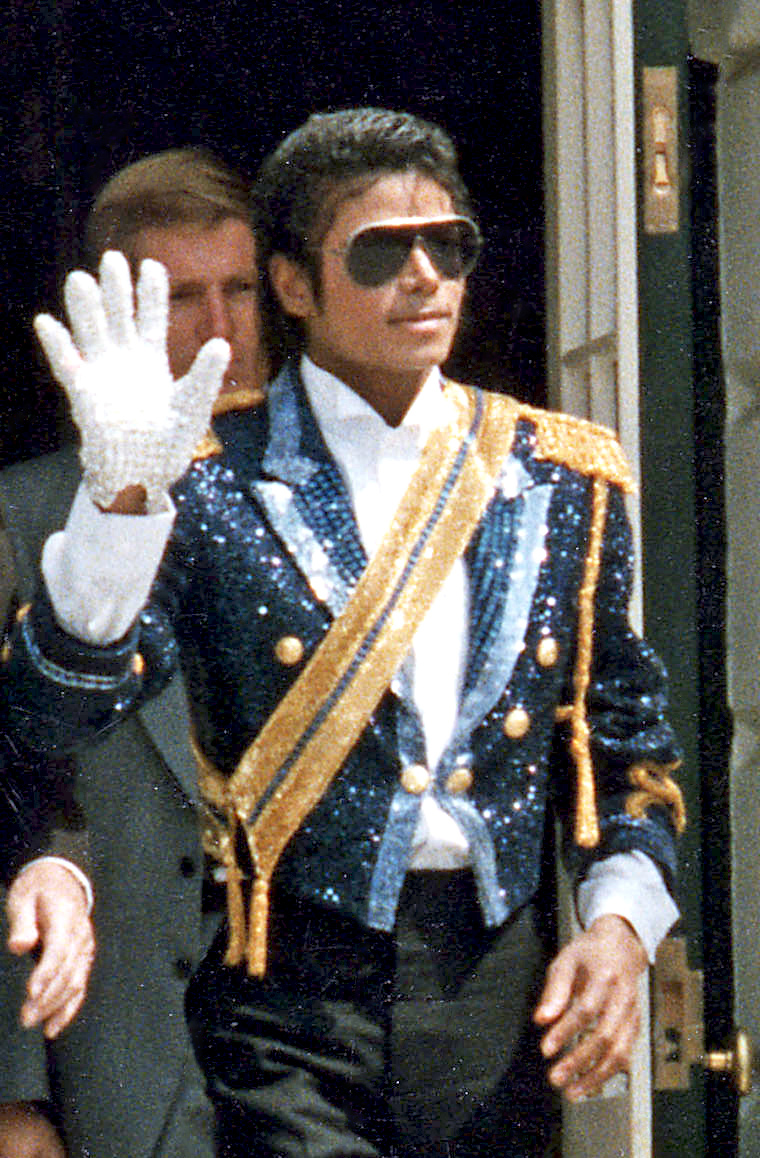
Майкл Джексон, обладатель двух премий, а также участник проекта USA for Africa и соавтор песни «We Are the World»

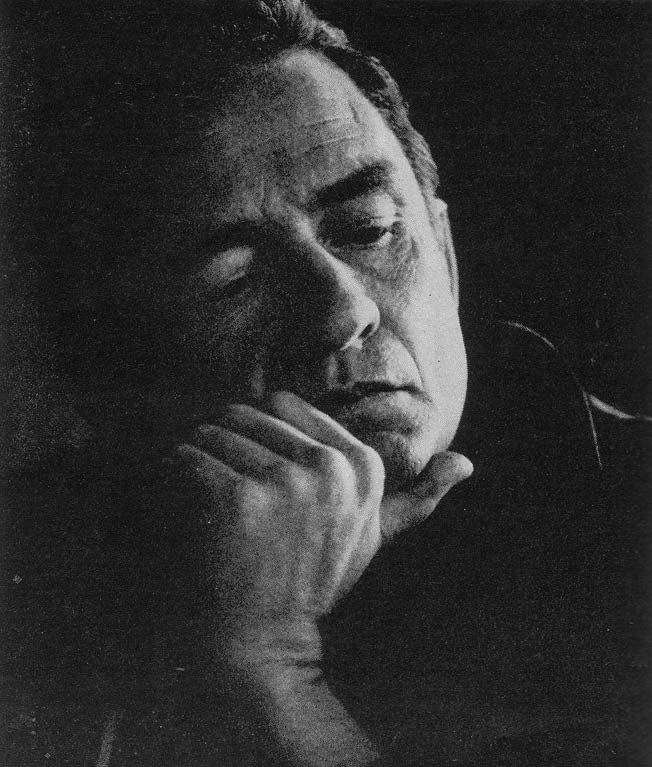
Лауреат двух премий, Джонни Кэш

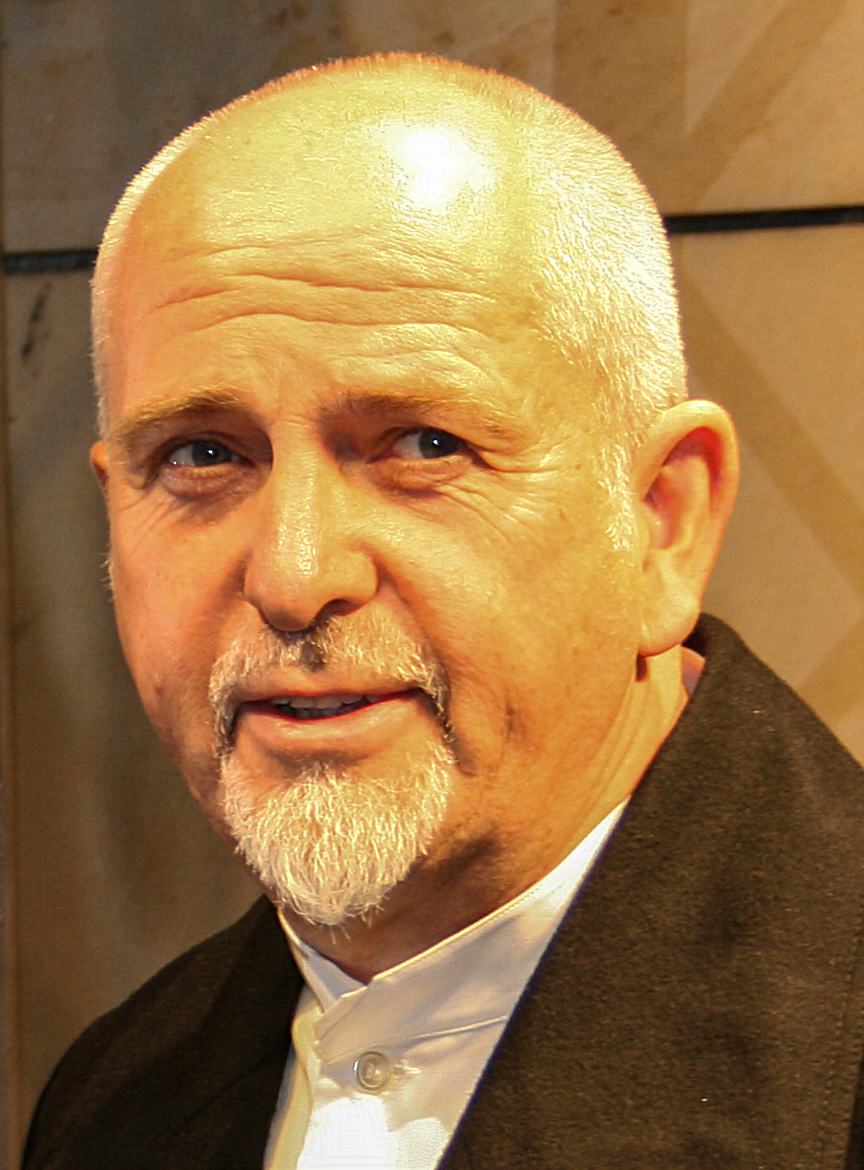
Питер Гэбриэл — лауреат двух премий

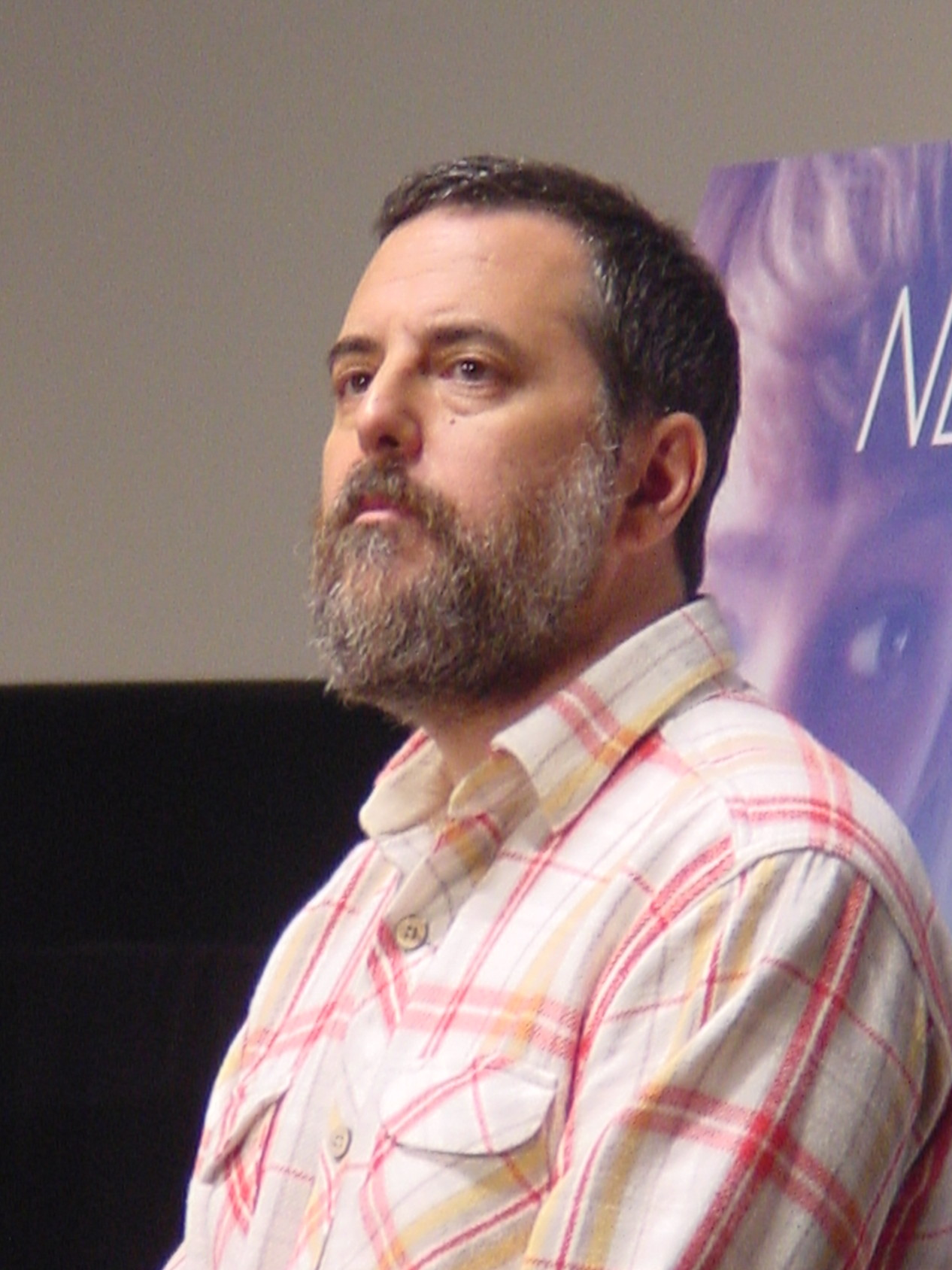
Марк Романек является режиссёром трёх видео-победителей

| Год  | Видео                                    | Исполнитель                             | Режиссёр(ы) | Номинанты | П      |
| ---- | ---------------------------------------- | --------------------------------------- | --- | --- | ------ |
| 1984 | «Girls on Film» / «Hungry Like the Wolf» | Duran Duran                             | Godley & Creme / Рассел Малкэхи                                                                                              | - Билл Уаймэн — «A New Fashion» | [ 4 ]  |
| 1985 | «Jazzin' for Blue Jean»                  | Дэвид Боуи                              | Джульен Тэмпл | - Rubber Rodeo — «Scenic Views» | [ 5 ]  |
| 1986 | «We Are the World»                       | USA for Africa                          | Том Трбович | - Band Aid — «Do They Know It's Christmas?» - Фил Коллинз — «No Jacket Required» - Hall & Oates — «The Daryl Hall and John Oates Video Collection» - Тина Тёрнер — «Private Dancer» | [ 6 ]  |
| 1987 | «Brothers in Arms»                       | Dire Straits                            | Билл Мэтер | - Supertramp — «Brother Where You Bound» | [ 7 ]  |
| 1988 | н/д                                      | н/д                                     | н/д | н/д | [ 8 ]  |
| 1989 | н/д                                      | н/д                                     | н/д | н/д | [ 9 ]  |
| 1990 | «Leave Me Alone»                         | Майкл Джексон                           | Джим Блэшфилд | - Хэнк Уильямс-мл. и Хэнк Уильямс-ст. — «There’s a Tear in My Beer» | [ 10 ] |
| 1991 | «Opposites Attract»                      | Пола Абдул                              | Майкл Паттерсон Кэндис Рэкингер                                                                                              | - The Lightning Seeds — «All I Want» | [ 11 ] |
|      |                                          |                                         | | |        |
| 1992 | «Losing My Religion»                     | R.E.M.                                  | Тарсем Сингх | - Билли Джоэл — «When You Wish upon a Star» | [ 12 ] |
| 1993 | «Digging in the Dirt»                    | Питер Гэбриэл                           | Джон Даунер | - Роджер Уотерс — «What God Wants» | [ 13 ] |
| 1994 | «Steam»                                  | Питер Гэбриэл                           | Стивен Р. Джонсон | - Soul Asylum — «Runaway Train» | [ 14 ] |
| 1995 | «Love Is Strong»                         | The Rolling Stones                      | Дэвид Финчер | - «Странный Эл» Янкович — «Jurassic Park» | [ 15 ] |
| 1996 | «Scream»                                 | Джанет Джексон Майкл Джексон            | Марк Романек | - Шинейд О’Коннор — «Famine» | [ 16 ] |
| 1997 | «Free as a Bird»                         | The Beatles                             | Джо Питка | - The Smashing Pumpkins — «Tonight, Tonight» | [ 17 ] |
| 1998 | «Got ’til It’s Gone»                     | Джанет Джексон                          | Марк Романек | - Tool — «Stinkfist» | [ 18 ] |
| 1999 | «Ray of Light»                           | Мадонна                                 | Юнас Окерлунд | - Pearl Jam — «Do the Evolution» | [ 19 ] |
| 2000 | «Freak on a Leash»                       | Korn                                    | Джонатан Дэйтон и Валери Фэрис Тодд Макфарлейн Грэм Моррис                                                                   | - TLC — «Unpretty» | [ 20 ] |
| 2001 | «Learn to Fly»                           | Foo Fighters                            | Джесси Перетц | - Уилл Смит — «Will 2K» | [ 21 ] |
| 2002 | «Weapon of Choice»                       | Fatboy Slim Бутси Коллинз               | Спайк Джонз | - OutKast — «Ms. Jackson» | [ 22 ] |
| 2003 | «Without Me»                             | Эминем                                  | Джозеф Кан | - Nas — «One Mic» | [ 23 ] |
| 2004 | «Hurt»                                   | Джонни Кэш                              | Марк Романек | - OutKast — «Hey Ya!» | [ 24 ] |
| 2005 | «Vertigo»                                | U2                                      | Alex and Martin | - Steriogram — «Walkie Talkie Man» | [ 25 ] |
| 2006 | «Lose Control»                           | Мисси Элиот Сиара Fatman Scoop          | Мисси Элиот Дэйв Майерс | - Сара Маклахлан — «World on Fire» | [ 26 ] |
| 2007 | «Here It Goes Again»                     | OK Go                                   | Дэн Конопка Дэмиен Кулаш-мл. Тимоти Нордвинд Энди Росс Триш Сай                                                              | - Underoath — «Writing on the Walls» | [ 27 ] |
| 2008 | «God’s Gonna Cut You Down»               | Джонни Кэш                              | Тони Кей | - Mutemath — «Typical» | [ 28 ] |
| 2009 | «Pork and Beans»                         | Weezer                                  | Мэтью Каллен | - Джек Уайт и Алиша Киз — «Another Way to Die» | [ 29 ] |
| 2010 | «Boom Boom Pow»                          | The Black Eyed Peas                     | Марк Кадси Мэтью Каллен | - Орен Лави — «Her Morning Elegance» | [ 30 ] |
| 2011 | «Bad Romance»                            | Леди Гага                               | Френсис Лоуренс | - Джонни Кэш — «Ain’t No Grave / The Johnny Cash Project» - Эминем и Рианна — «Love the Way You Lie» - Gorillaz, Мос Деф и Бобби Уомак — «Stylo» - Си Ло Грин — «Fuck You» | [ 31 ] |
| 2012 | «Rolling in the Deep»                    | Адель                                   | Сэм Браун Ханна Чендлер | - Memory Tapes — «Yes I Know» - OK Go — «All Is Not Lost» - Radiohead — «Lotus Flower» - Скриллекс — «First of the Year (Equinox)» - «Странный Эл» Янкович — «Perform This Way» | [ 32 ] |
| 2013 | «We Found Love»                          | Рианна Кельвин Харрис                   | Мелина Мацукас | - Foster the People — «Houdini» - Jay-Z и Канье Уэст при участии Фрэнка Оушена и The-Dream — «No Church in the Wild» - M.I.A. — «Bad Girls» - Йоанн Лемуан — «Run Boy Run» | [ 33 ] |
| 2014 | «Suit & Tie»                             | Джастин Тимберлейк Jay Z                | Дэвид Финчер | - Capital Cities — «Safe and Sound» - Jay Z — «Picasso Baby: A Performance Art Film» - Macklemore и Ryan Lewis при участии Рэй Дальтон — «Can't Hold Us» - Jack White — «I’m Shakin'» | [ 34 ] |
| 2015 | Happy                                    | Фаррелл Уильямс                         | Дэвид Уилсон | - Woodkid при участии Max Richter — «The Golden Age» | [ 35 ] |
| 2016 | «Bad Blood»                              | Тейлор Свифт Кендрик Ламар              | Джозеф Кан | - Фаррелл Уильямс — «Freedom» | [ 36 ] |
| 2017 | «Formation»                              | Бейонсе                                 | Мелина Мацукас | - OK Go — «Upside Down & Inside Out» | [ 37 ] |
| 2018 | «Humble»                                 | Кендрик Ламар                           | The Little Homies Дейв Мейерс                                                                                                | - Бек — «Up All Night» - Джейн — «Makeba» - Jay Z — «The Story of O.J.» - Logic при участии Алессии Кара & Халида — «1-800-273-8255» | [ 38 ] |
| 2019 | «This Is America»                        | Дональд Гловер                          | - Hiro Murai, режиссёр - Ibra Ake, Jason Cole & Fam Rothstein, продюсеры                                                     | - The Carters – «Apeshit» (Ricky Saiz, видео-режиссёр; Mélodie Buchris, Natan Schottenfels & Erinn Williams, видео-продюсеры) - Joyner Lucas – «I’m Not Racist» (Joyner Lucas & Ben Proulx, видео-режиссёры; Joyner Lucas, видео-продюсер) - Janelle Monáe – «Pynk» (Emma Westenberg, видео-режиссёр; Justin Benoliel & Whitney Jackson, видео-продюсеры) - Tierra Whack – «Mumbo Jumbo» (Marco Prestini, видео-режиссёр; Sara Nassim, видео-продюсер) | [ 39 ] |
| 2020 | «Old Town Road»                          | Lil Nas X при участии Билли Рэй Сайруса | - Calmatic, режиссёр - Candice Dragonas, Melissa Larsen & Saul Levitz, продюсеры                                             | - Chemical Brothers – «We’ve Got to Try» (Ninian Doff, видео-режиссёр; Ellie Fry, видео-продюсер) - Gary Clark Jr. – "This Land" (Savanah Leaf, видео-режиссёр; Jason Cole, Danielle Hinde, Alicia Martinez & Devin Sarno, видео-продюсеры) - FKA Twigs – «Cellophane» (Andrew Thomas Huang, видео-режиссёр; Alex Chamberlain, видео-продюсер) - Tove Lo – «Glad He’s Gone» (Vania Heymann & Gal Muggia, видео-режиссёры; Natan Schottenfels, видео-продюсер) | [ 40 ] |
| 2021 | «Brown Skin Girl»                        | Бейонсе, Блю Айви Картер & Wizkid       | - Beyoncé Knowles-Carter и Jenn Nkiru, режиссёры - Lauren Baker, Astrid Edwards, Nathan Scherrer и Erinn Williams, продюсеры | - Future при участии Дрейка – «Life Is Good» (Julien Christian Lutz, видео-режиссёр; Harv Glazer, видео-продюсер) - Anderson .Paak – «Lockdown» (Dave Meyers, видео-режиссёр; Nathan Scherrer, видео-продюсер) - Harry Styles – «Adore You» (Dave Meyers, видео-режиссёр; Nathan Scherrer, видео-продюсер) - Woodkid – «Goliath» (Yoann Lemoine, видео-режиссёр; Horace de Gunzbourg, видео-продюсер) | [ 41 ] |
| 2022 | «Freedom»                                | Джон Батист                             | - Alan Ferguson, видео-режиссёр - Alex P. Willson, видео-продюсер                                                            | - AC/DC – «Shot in the Dark» (David Mallet, видео-режиссёр; Dione Orrom, видео-продюсер) - Тони Беннетт & Леди Гага — «I Get a Kick Out of You» (Jennifer Lebeau, видео-режиссёр; Danny Bennett, Bobby Campbell & Jennifer Lebeau, видео-продюсеры) - Джастин Бибер при участии Daniel Caesar & Giveon — «Peaches» (Colin Tilley, видео-режиссёр; Jamee Ranta & Jack Winter, видео-продюсеры) - Билли Eilish – «Happier Than Ever» (Билли Айлиш, видео-режиссёр; Michelle An, Chelsea Dodson & David Moore, видео-продюсеры) - Lil Nas X – «Montero (Call Me By Your Name)» (Lil Nas X & Tanu Muino, видео-режиссёры; Frank Borin, Ivanna Borin, Marco De Molina & Saul Levitz, видео-продюсеры) - Оливия Родриго – «Good 4 U» (Петра Коллинз, видео-режиссёр; Christiana Divona, Marissa Ramirez & Tiffany Suh, видео-продюсеры) | [ 42 ] |
| 2023 | All Too Well: The Short Film             | Тейлор Свифт                            | - Тейлор Свифт, видео-режиссёр - Saul Germaine, видео-продюсер                                                               | - Адель — «Easy on Me» (Ксавье Долан, видео-режиссёр; Xavier Dolan, Jannie McInnes & Nancy Grant, видео-продюсеры) - BTS — «Yet to Come» (Yong Seok Choi, видео-режиссёр; Tiffany Suh, видео-продюсер) - Doja Cat — «Woman» (Child., видео-режиссёр; Missy Galanida, Sam Houston, Michelle Larkin & Isaac Rice, видео-продюсеры) - Кендрик Ламар — «The Heart Part 5» (Dave Free & Кендрик Ламар, видео-режиссёры; Jason Baum & Jamie Rabineau, видео-продюсеры) - Гарри Стайлз — «As It Was» (Tanu Muino, видео-режиссёр; Frank Borin, Ivanna Borin, Fred Bonham Carter, Bryan Younce & Alexa Haywood, видео-продюсеры) | [ 43 ] |
| 2024 | «I’m Only Sleeping»                      | The Beatles                             | - Em Cooper, видео-режиссёр - Jonathan Clyde, Sophie Hilton, Sue Loughlin & Laura Thomas, видео-продюсеры                    | - Тайлер Чилдерс — «In Your Love» (Bryan Schlam, видео-режиссёр; Kacie Barton, Silas House, Nicholas Robespierre, Ian Thornton & Whitney Wolanin, видео-продюсеры) - Билли Айлиш — «What Was I Made For» (Билли Айлиш, видео-режиссёр; Michelle An, Chelsea Dodson & David Moore, видео-продюсеры) - Кендрик Ламар — «Count Me Out» (Dave Free & Кендрик Ламар, видео-режиссёры; Jason Baum & Jamie Rabineau, видео-продюсеры) - Трой Сиван — «Rush» (Gordon Von Steiner, видео-режиссёр; Kelly McGee, видео-продюсер) | [ 44 ] |